# Marcha del Orgullo LGBT de El Salvador
La Marcha del Orgullo LGBTI de El Salvador es una manifestación del Orgullo LGBT que se celebra de forma anual desde 1997 en la ciudad de San Salvador, capital de El Salvador, para exigir igualdad de derechos para las poblaciones LGBT de dicho país.
Es la marcha del orgullo más antigua de América Central.

## Historia
La primera marcha, denominada Marcha del Orgullo Gay, fue organizada por la Asociación Salvadoreña de Derechos Humanos Entre Amigos el 28 de junio de 1997, con el liderazgo y dirección de William Hernández su fundador, enel contexto de la posguerra salvadoreña. A la manifestación acudieron alrededor de 200 personas que protestaron por sus derechos LGBT. La convocatoria tuvo un carácter reivindicativo por la memoria de unas travestis masacradas por el ejército salvadoreño en 1984.
La ruta de la primera marcha partió del parque Cuscatlán, recorrió las calles del Centro Histórico de la capital hasta culminar en la Plaza Francisco Morazán, lugar cercano a la masacre de 1984, donde se realizó un acto político-simbólico. Esta manifestación no contó con autorización municipal, pero si apoyo logístico de la Policía Nacional Civil (PNC).
La primera marcha también encontró apoyo entre los comercios ambulantes informales. Todo lo contrario por parte de la prensa del país; El Diario de Hoy publicó la siguiente nota: «Homosexuales, lesbianas y prostitutas, atravesaron el centro de la capital. Algunos eran cachiporristas travestidos, cuyo paso parecía desfile bufo».
Entre Amigos fue la organizadora de la marcha desde su fundación hasta 2009, cuando este papel fue asumido por la Alianza por la Diversidad Sexual, un colectivo que reunió a diversas organizaciones y activistas LGBT que luchaban contra la ratificación de reformas constitucionales que cerraban el camino a lograr derechos, como la unión civil y la adopción homoparental. Bajo la nueva organización, y con amenazas de bombardear la marcha, ésta cambió su nombre a Marcha por la Diversidad Sexual, y usaron el lema «El Salvador inclusivo y diverso». Tuvo una participación de 3000 asistentes.
Al año siguiente, en 2010, se creó el Comité 28 de Junio, una plataforma integrada por organizaciones y activistas LGBT y comerciantes aliados, que se encargó de la planificación del evento. Debido a la nueva situación política, tras la victoria electoral del Frente Farabundo Martí para la Liberación Nacional en las elecciones presidenciales de 2009, el número de asistentes aumentan llegando a concurrir unos 7000 asistentes en 2014.
En 2022 se calculó que asistieron unas 22.000 personas al recorrido de la marcha, que partió desde las afueras de la Universidad de El Salvador (UES) hasta la Plaza Salvador del Mundo en Colonia Escalón, bajo el lema «Sin demora, Ley de Identidad ahora». La marcha finalizó con el Pride Fest, organizado por El Salvador G. Al evento asistieron activistas como Karla Guevara, directora del Colectivo Alejandría, y políticos como Johnny Wright Sol, diputado por el partido político Nuestro Tiempo.